# Transiente de fotocorrente
Transiente de fotocorrente (ou TPC, do termo em inglês Transient photocurrent) é uma técnica de medição, normalmente empregada na física de semicondutores de filme fino. O TPC permite estudar a extração dependente do tempo (em uma escala de microssegundos) de cargas geradas por efeito fotovoltaico em dispositivos semicondutores, como células solares.

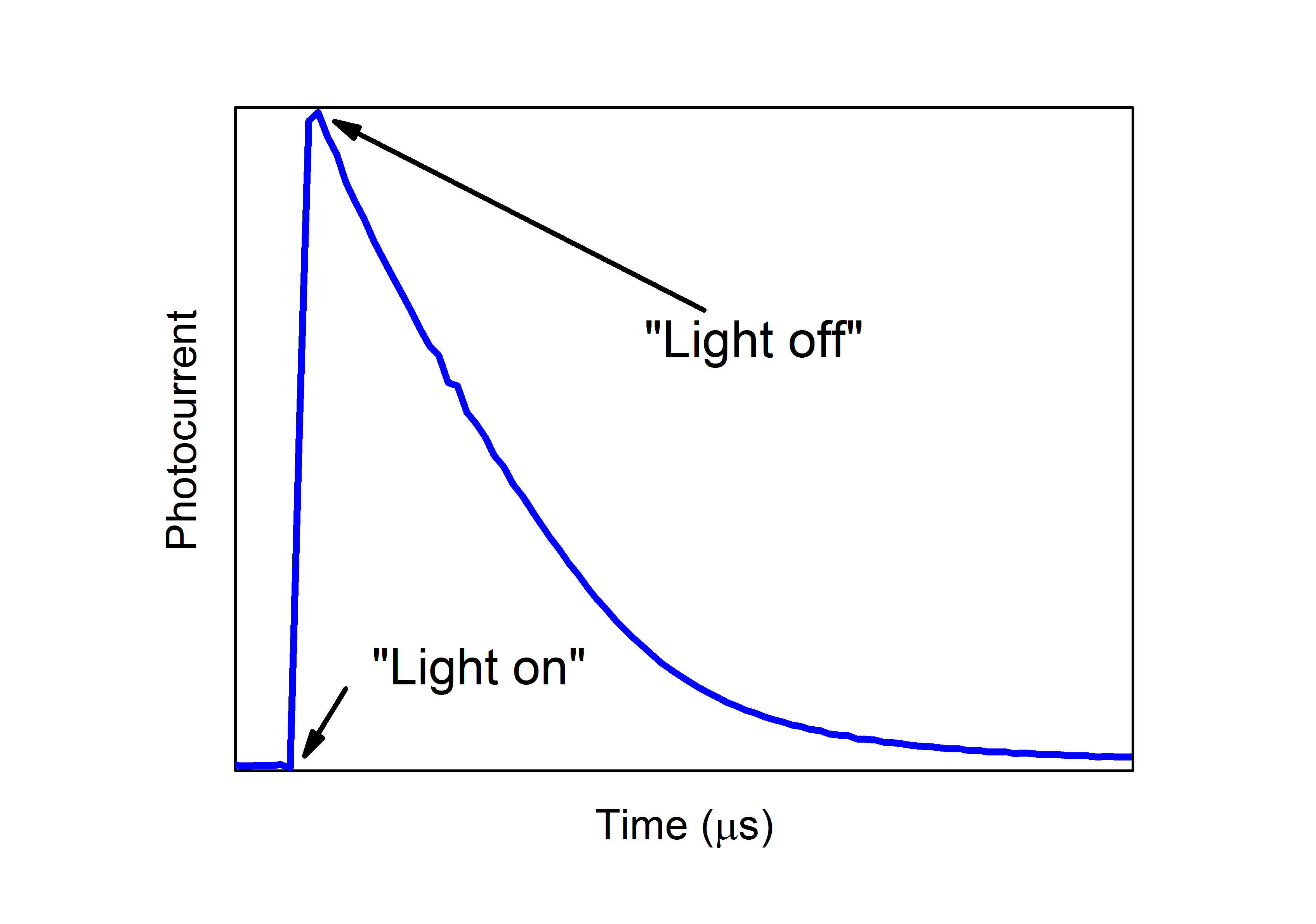
Gráfico TPC na posição sem luz

Um semicondutor é posto entre dois eletrodos de extração. Quando é excitado com um pulso curto de luz (de cerca de 100 femtossegundos), as cargas fotogeradas são extraídas nos eletrodos, resultando em uma corrente que é detectada por um osciloscópio na forma de voltagem através de um resistor. Como o pulso de excitação é quadrado, há duas maneiras de medir o TPC: em uma posição de “luz acesa” e  em uma de “luz apagada”. Na posição “luz acesa”, o sinal é registrado assim que o pulso de excitação é ligado, permitindo observar o acúmulo de cargas no eletrodo após o início da excitação. As medições “luz apagada” mostram como as cargas diminuem depois que o pulso é desligado.
Em contraste com o transiente de fotovoltagem, as medições de TPC ocorrem sob curto-circuito e fornecem informações sobre cargas extraíveis, recombinação de carga e densidade de estados. Frequentemente, as medições de TPC ajudam a construir um modelo de “deriva-difusão” que reflete o aprisionamento e o desprendimento das cargas fotogeradas e a qualidade do contato entre as diferentes camadas.
O TPC permite a medição de vários parâmetros diferentes, como intensidade ou comprimento do pulso de luz, tensão aplicada, entre outros.

## Link externo
- Fotocorrente transitória em semicondutores amorfos (em inglês)